# Náropa
Náropa (Prákrit:Náropada vagy Nadapáda) (956 – 1041) indiai buddhista jógi, misztikus és szerzetes, Tilopa tanítványa és Niguma testvére, illetve egyes források szerint társa és tanítványa. Marpa fő tanítója – aki a tibeti buddhizmus Kagyü iskoláját alapította. Mindenhol nagy indiai tantrikus buddhistaként ismerik, ahol vadzsrajána buddhizmust gyakorolnak, mégis különösen a tibeti buddhizmusban tartják nagy becsben, mivel neve egybeforrt Nāropā hat jógájával, azoknak a magas szintű jógagyakorlatoknak a rendszerével, amelyek révén elsajátíthatók az annutarajógatantra beteljesítő szakaszához szükséges képességek.

## Életrajz
India északkeleti részén vagy Bengálban született, és egy nemesi családban nőtt fel. Nevelése arra irányult, hogy átvegye apja címét és trónját, és a buddhista tanításokat és a brahmanák tanításait is megkapta. Már nyolcéves korában kinyilvánította azt a kívánságát, hogy tanulni szeretne. Kérésére 11 éves korában megengedték neki, hogy Kasmírba utazzon tanulni. Néhány forrás szerint maga az odaút három évig tartott. Más források azt mondják, hogy éppen a tanulmányaira fordított idő tartott három évig és miután hazatért, tanulmányait otthon folytatta, míg nem 1032-ben, 16 évesen feleségül nem vett egy brahmana lányt, Vimalapidít. A házasság nyolc évig tartott, azután befejeződött a kapcsolat és ekkor visszatért Kasmírba. Ott felavatták és folytatta tanulmányait.
28 éves korában a Nalanda melletti Pullahariba költözött. Ott, az első buddhista egyetemen, ahol nagy számban voltak tudósok és tanulók, további tanításokat kapott és ő maga lett az egyetem apátja.
Egy nap meglátogatta egy öregasszony, akit az elbeszélések Vadzsraváráhí Dákiní megtestesülésének tartanak. Rávilágított Nárópa előtt a meditáció gyakorlati tapasztalatának fontosságára, és azt tanácsolta neki, hogy keresse fel Tilopa mestert.
Naropa erre elhagyta Nalandát és a buddhista rendet, és felkutatta Tilopát, akit hosszú keresés után Kelet-Indiában talált meg. Tilopa kemény tanításoknak vetette alá Naropát, hogy fejlessze a tudatát, amivel már kész volt a megvilágosodásra. Gyakorlatokkal edzette koncentrációját, tudatának erejét és élességét – a tudat három nyilát, hogy elérhesse a végső megvalósítást. Ezzel egyidőben titkos tanításokba vezette be.
Abban a 12 évben, ameddig Naropának Tilopa megtalálása tartott éppúgy, mint a rákövetkező  tizenkét évben az a feladat állt előtte, hogy a buddhista tanítások tisztán intellektuális megértéséből a Tudat természetének mély, belső megértéséhez és a tanítások alkalmazásához  jusson el.
Naropa a megvilágosodást végül egy nagyon nem szokványos módon érte el, amikor egy nap mesterétől egy újabb tanítást kért, de ehelyett Tilopa a fejére ütött a cipőjével. Ezáltal hullottak le az utolsó fátylak is Naropa tudatáról, és megvalósította a Mahámudrát.
Ezután 21 évet töltött el Pulahariban, ahol a Dharmát tanította.

### Nárópa hat jógája
A Tilopától kapott legfontosabb tanításokat hat meditációs módszerben foglalta össze. Ezeket ma Nárópa Hat Jógája vagy másképp Náro Cshödrung néven nevezzük. Magasabb gyakorlatoknak tartják őket, és a buddhista tanítók ezeket teljes egészében csak néhány tapasztalt tanítványnak adják át, mert nagyon erős hatással vannak a tudatra.
Naropa ezeket a  meditációkat tanítványának, Marpának, a fordítónak  adta tovább. Naropa egy másik fontos tanítványa Niguma volt, akiről a legtöbbször mint tantrikus társnőjeként, néha pedig a testvéreként beszélnek, (ami onnan ered, hogy a tibeti cham no kifejezés nem egyértelmű és a társnő a Shanga-Kagyü iskolában különös jelentőséggel bír.)
A tanítás a következő részekből áll:
- Tummo (hő-jóga), amellyel felismerhető az üdv oszthatatlansága és az üresség
- Gyulü (illuzórikus test), amely révén felismerhető, hogy a jelenségeknek nincs valós lényegük
- Milam (álom-jóga), amely révén a gyulü-nél szerzett tudás odáig fokozódik, hogy az ember alvás közben is megőrzi a tudatosságát
- Öszal (tiszta fény), amelynek segítségével megérthető az üresség természetes fényessége
- Phova (kibocsátás), amelyen keresztül az ember el tudja választani a tudatát a testétől
- Bardo (a halál és újjászületés közti állapot), amelyben a jógi rekonstruálja tapasztalatait, és irányítást nyer bardo átmenete és újjászületése felett

## Lásd még
- Karma kagyü
- Gyémánt Út Buddhista Közösség
- Táje Dordzse
- Láma Ole Nydahl
- Serab Gyalcen rinpocse
- Dalai láma